# Иоанн (Стинка)
Митрополи́т Иоа́нн (англ. Metropolitan John, при рождении Иван Николаевич Стинка; 14 января 1935, Бьюкенен, Саскачеван — 19 сентября 2022, Саскатун, Саскачеван) — архиерей Украинской Православной Церкви Канады Константинопольского Патриархата на покое, митрополит-эмерит.
Тезоименитство — 24 июня / 7 июля (Иоанна Крестителя).

## Биография

### Ранние годы
Родился 14 января 1935 года в деревне Бьюкенен и был младшим из двенадцати детей Николая Стинки и его жены Анны (в девичестве Спижавки). Начальное образование получил в школе в деревне Добрановец, провинции Саскачеван, а среднее образование — в Йорктонский коллегии (Yorkton Collegiate High School) в городе Йорктон, провинции Саскачеван.
Получив учительский сертификат, преподавал в Григоровской начальной школе (Hryhoriw Elementary School) близ Присвилля, провинция Саскачеван. Затем десять лет работал педагогом в Саскатуне, в той же провинции.
Здесь был деятельно вовлечён в жизнь местной украинской общины неканонической «Украинской Греко-Православной Церкви Канады», будучи певчим в соборном хоре и членом Союза украинской молодёжи Канады.
Осенью 1969 года поступил в православную Коллегию святого Андрея, которую окончил их лиценциатом теологии в 1972 году. Продолжал гуманитарное образование в Манитобском университете.

### Священство
18 августа 1973 года в Соборе Пресвятой Троицы в Саскатуне рукоположён в сан диакона епископом УГПЦК Борисом (Яковкевичем). 25 августа 1974 года им же в Преображенской Церкви в Йорктоне, провинция Саскачеван, рукоположён во священника. Получил назначение на приходское служение в Мус-Джо. Во время своего пребывания в там он продолжил учебу и в 1976 году окончил Университет Саскачевана со степенью бакалавра искусств. За понесённые труды в 1977 году был награждён набедренником.
В августе 1978 года был переведен в приход в Кемсеке, провинция Саскачеван. На протяжении всего своего пастырства отец Иоанн активно участвовал в жизни украинской общины. Награждён скуфьёй в 1980 году.

### Епископство
На Чрезвычайном 17-м Соборе УГПЦК в 1983 году был избран епископом Саскатунским, викарием Средней Епархии. Его архиерейская хиротония состоялась 27 ноября того же года в кафедральном соборе Пресвятой Троицы в Виннипеге от митрополита Андрея (Метюка), архиепископа Бориса (Яковкевича) и епископа Василия (Федака).
В 1985 году решением Собора УПЦК назначен епископом Эдмонтонским и Западной епархии, которая включала провинции Альберта и Британская Колумбия.
В 1990 году на 18-м Соборе УГПЦК возведён в сан архиепископа.
В апреле 1990 года вместе со всем клиром и паствой УГПЦК был принят под омофор Константинопольского патриарха как самоуправляющееся образование, сохранив все должности и награды, однако раскольничьи хиротонии не были признаны Константинополем, вследствие чего было свершено перерукоположение всего клира УПЦК.
29 мая 1993 года Архиерейский собор даровал архиепископу Иоанну привилегию носить крест на своем клобуке.

### Первоиераршество
После смерти митрополита Василия (Федака) в январе 2005 года архиепископ Иоанн стал исполняющим обязанности первоиерарха УПЦК. В июле того же года на XXI Соборе УПЦК был избран первоиерархом Украинской Православной Церкви Канады с титулом «архиепископ Виннипега и Центральной епархии, митрополит Канады» в результате тайного безальтернативного голосования. 20 ноября 2005 года избрание было утверждено Константинопольским патриархатом.
Настолование состоялась 23 июля 2006 года в Всеканадском митрополичьем соборе Пресвятой Троицы в Виннипеге. Митрололит Торонский Сотирий (Афанасулас) возглавил интронизацию и вручил митрополиту Иоанну от патриарха Константинопольского Варфоломея панагию, синюю мантию, епископский жезл и митрополичий белый клобук. В интронизации также участвовали архиепископ торонтский Георгий (Калищук), архиепископ Нью-Йоркский и Вашингтонский Антоний (Щерба) и епископ Георгий (Джокич) от Сербской епархии Канады.
В июле 2006 года издал энциклику, в которой выступил против практики совместного причащения («интеркоммуниона») с неправославными, что практиковалось отдельными представителями его юрисдикции, поскольку подобное совместное причащение осуждается учением Православной церкви. В документе было особо отмечено, что это «касается также католиков восточного обряда, невзирая на любые противоположные утверждения».
На открытии совещания Консистории церкви 15—17 апреля 2010 года митрополит Иоанн сообщил членам Консистории, что «после долгих размышлений, молитв, а также ввиду состояния своего здоровья, решил уйти с должности Первоиерарха Украинской Православной Церкви в Канаде и выйти на заслуженный отдых» с 18 июля 2010 года. О своём уходе на покой он написал официальное письмо Собору Епископов, членам Консистории УПЦ Канады и Константинопольскому Патриарху, подчёркивая, что у него есть намерение сделать публичное оглашение на 22-м Соборе УПЦ Канады, который состоится 12—18 июля 2010 года в Виннипеге.

### На покое
В июле 2010 года XXII Собор УПЦК принял отставку митрополита Иоанна с присвоением ему титула «митрополит-эмерит» и избрал его преемника, которым стал архиепископ Георгий (Калищук).
Проживал на покое в Саскатуне, провинция Саскачеван. Скончался 19 сентября 2022 года.